# Histoire des Juifs au Luxembourg

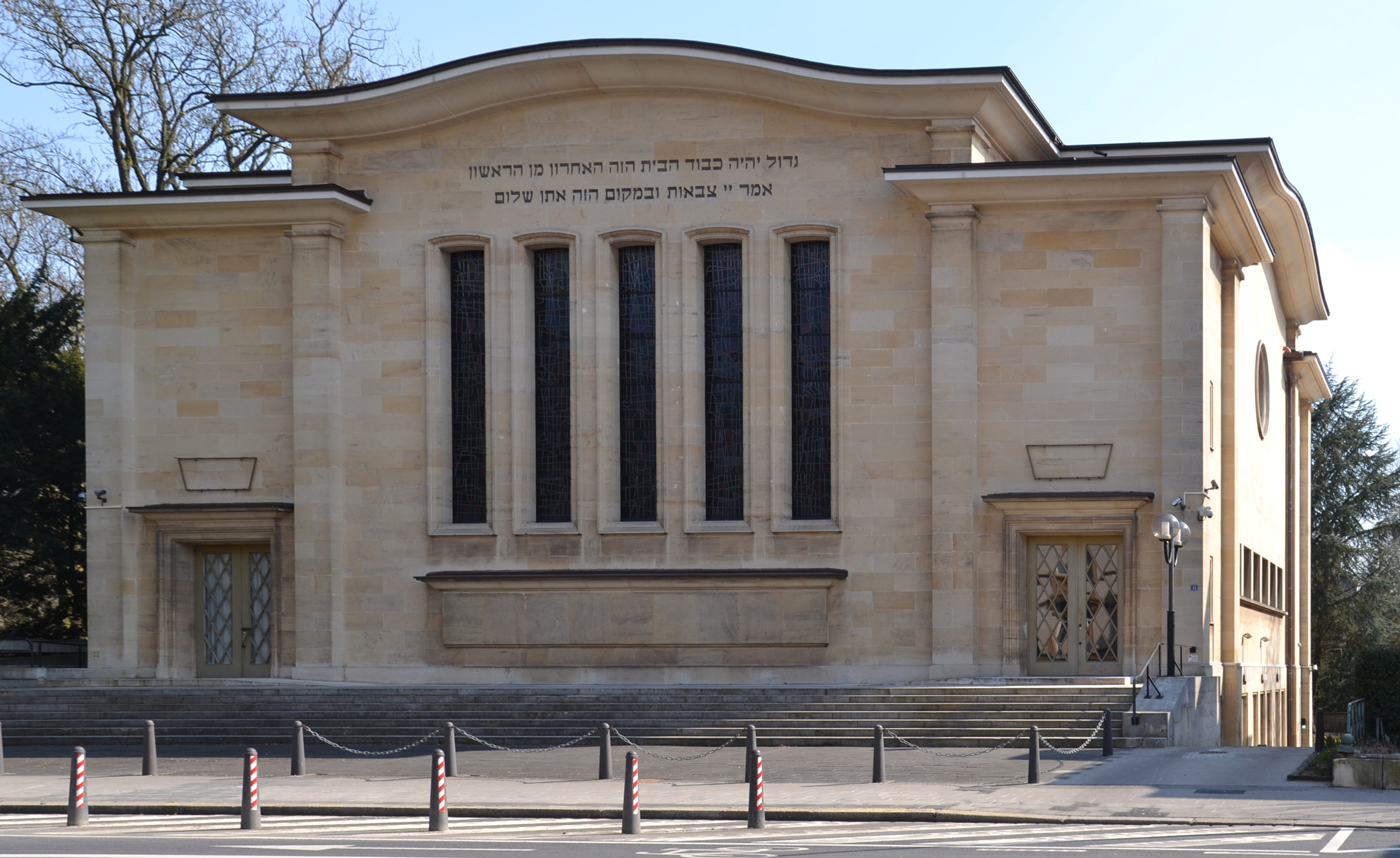
Synagogue de Luxembourg (ville) reconstruite après la Seconde Guerre mondiale.

L’histoire des Juifs au grand-Duché de Luxembourg remonte à 1276, date du premier document mentionnant des Juifs dans la ville de Luxembourg. Une petite communauté juive s’y maintient et s’agrandit, atteignant environ 3 500 personnes à la veille de la Seconde Guerre mondiale. Seules 1 555 d'entre elles ont survécu à la Shoah. Un nouveau consistoire a été établi après celle-ci.

## Histoire

### Moyen Âge
La première mention d'une présence juive remonte au XIIIe siècle. Au début du XIVe siècle, des Juifs de Trèves créent de nouvelles communautés dans la région. En 1367, des documents attestent l'existence d'une rue des Juifs et d'une porte des Juifs à Luxembourg-Ville. Les Juifs vivent sous la protection de l’empereur Charles IV dans le comté de Luxembourg, mais sont massacrés durant la peste noir puis expulsés en 1391. Certains s'y réinstallent déjà en 1405, mais ils sont de nouveau attaqués et pillés en 1478.   
L'un d'entre eux est choisi pour négocier avec Philippe le Bon en 1444.
D'autres Juifs arrivent dans le courant du XVe siècle, en particulier depuis l'archevêché de Trèves en 1418. Et après l'expulsion de 1530 (hormis quelques marranes,), une dernière mention de leur présence est faite en 1563,.

### Depuis l'époque napoléonienne
Avec la conquête napoléonienne, les Juifs sont émancipés et repeuplent le département des Forêts, principalement depuis des villages de la Moselle et de la Sarre. Avec la création du Grand-Duché, une première synagogue est créée peu de temps après, en 1823.

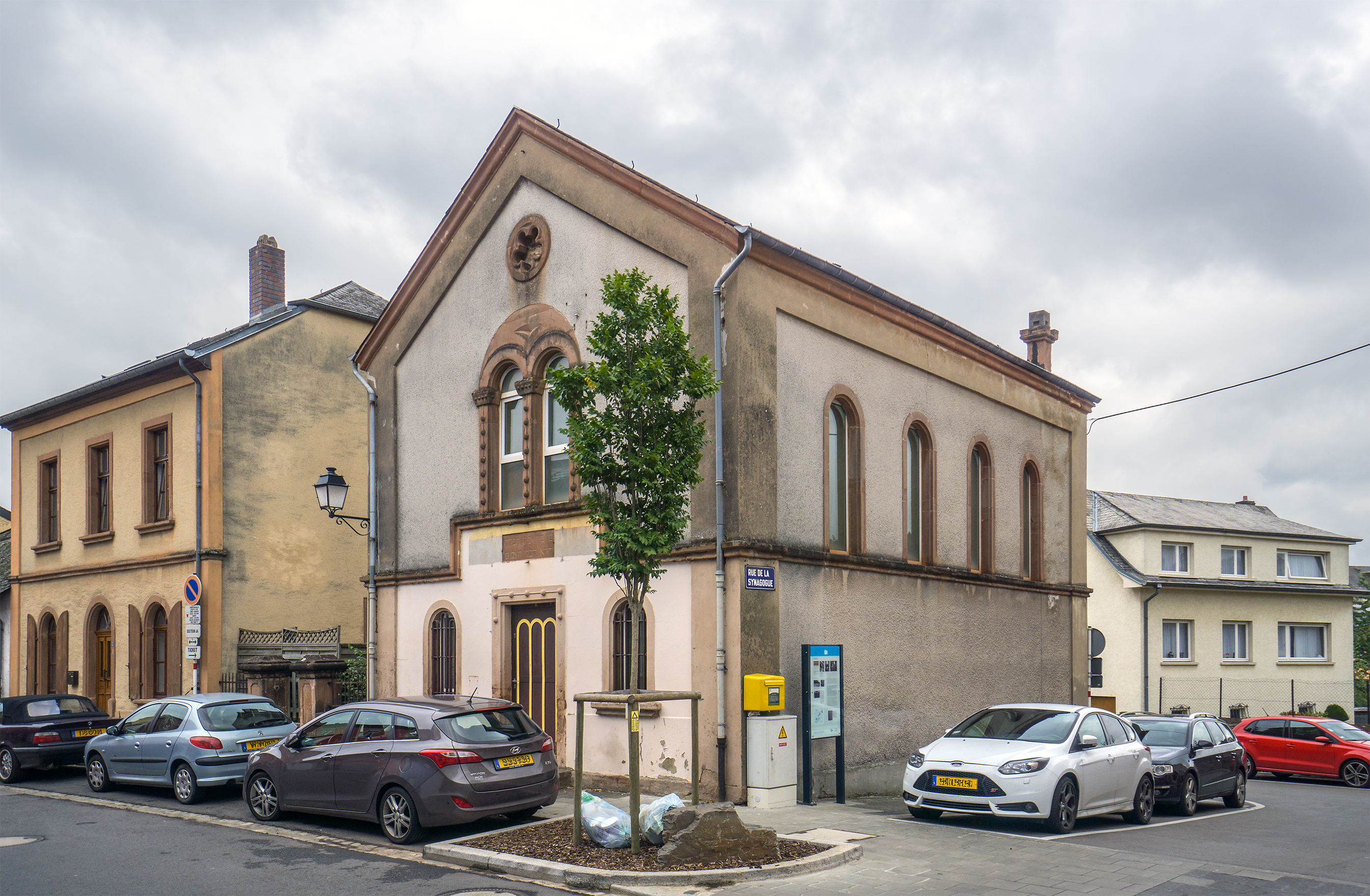
Synagogue d'Ettelbruck.

Cette histoire est très liée à celle des Juifs dans les deux grands pays voisins, la France et l'Allemagne. Les Juifs ne recommencent à s'installer durablement sur le territoire de l'actuel Luxembourg qu'à partir du début du siècle. Ils viennent pour beaucoup du Nord-Est de l'Hexagone et d'Allemagne ; ce sont généralement des ruraux modestes qui travaillent dans le commerce. Comme figure juive de cette époque, il y a le physicien Gabriel Lippmann, le peintre Guido Oppenheim (lb) et on compte comme homme politique, le député Marcel Cahen (lb) et l'avocat Jean Baptiste Lacoste. 
La communauté juive est davantage présente dans l'industrie et le commerce, par exemple la famille Godchaux, propriétaire de la draperie de Schleifmuhl, qui employait plus de 2000 ouvriers, dont de nombreux  vivant à Hamm, dans le village ouvrier qu'elle fait construire. La famille révolutionne le tissage et offre des conditions de travail avant-gardistes à Hamm : « des manifestations culturelles et surtout une société d'entraide et de secours mutuel, sorte de sécurité sociale avant l’heure ».
Au XXe siècle, la hausse de l'immigration juive venant d'horizons géographiques variés rend cette communauté hétérogène, notamment quant aux rites religieux ou au rapport au sionisme. Le Grand-Duché étant une nation récente, les Juifs du pays calquent leur identité sociale en lien avec la dimension de carrefour culturel et linguistique du pays. L'arrivée successive de rabbins venant de France ou d'Allemagne l'illustre, le plus important étant sans doute le grand-rabbin Samuel Hirsch, qui marque l'histoire de la communauté juive luxembourgeoise.

### Shoah

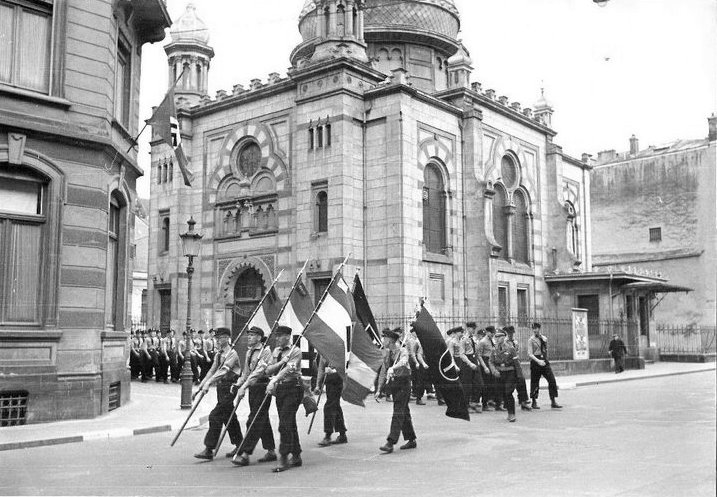
Nazis paradant devant la synagogue de Luxembourg-Ville.

Contrairement à ses voisins, le Luxembourg ne connaît pourtant pas la violence des manifestations antisémites que constituent l'affaire Dreyfus ou l'ascension d'Adolf Hitler. Pour le journaliste Laurent Moyse (lb), « le contact des autochtones avec les Israélites du Luxembourg fut davantage empreint de méfiance que de véritable haine ». 
À partir du 7 février 1941, une loi prescrit la confiscation de tous les biens de ceux qui avaient émigré jusqu'en 1940. À partir du 18 avril 1941, elle fut étendue aux juifs restés au Luxembourg. Plus de 35 000 Reichsmark ont été confisqués.
Entre 1940 et 1943, les synagogues du Luxembourg sont profanées et détruites. 
Le grand rabbin Serebrenik organise la fuite des Juifs du Luxembourg par le Portugal, avec l'aide d'un officier de la Wehrmacht, du chargé d’affaires américain George Platt Waller (en) et de l’ancien président du Consistoire, Albert Nussbaum. Parmi les Justes, Victor Bodson, ancien ministre de la Justice et président de la Chambre des représentants du Luxembourg, sauve une centaine de Juifs en les aidant à fuir à travers le Luxembourg. Seulement 1555 des 3500 Juifs qui vivaient dans le pays en 1939 ont survécu.

### Après la Shoah
En 1947, le Luxembourg vote en faveur de la reconnaissance d'Israël et établit des relations diplomatiques en 1949.
En 1959, Emmanuel Bulz devient grand rabbin du Luxembourg et, en 1998, une congrégation réformée est fondée.
Les Juifs Luxembourgeois sont bien intégrées à la société luxembourgeoise et connaissent une réussite sociale, comme par exemple Edmond Israel, président de la Federation of European Stock Exchanges.
Les ouvrages sur l'histoire des Juifs au Luxembourg sont rares, si ce n'est celui du grand-rabbin Charles Lehrmann, général, et celui de Paul Cerf, centré sur la Seconde Guerre mondiale. En 1998, un colloque est organisé par le B'nai B'rith sur le sujet de l'histoire des Juifs au Luxembourg.

## Démographie
Au début du XIXe siècle, le Luxembourg accueille une quinzaine de familles juives. Leur proportion augmente vite mais reste réduite : en 1808, 75 Juifs sont recensés ; on compte plus de 150 familles dans le Gutland en 1880. 
À son apogée dans les années 1930, plus de 4000 Juifs y vivent, due à une immigration récente de réfugiés d'Europe de l'Est. Victimes de la déportation et de l'extermination pendant la Seconde Guerre mondiale, la minorité juive est considérablement réduite.
La population juive n'a pas connu de croissance durant la seconde partie du XXe siècle, comme ce fut le cas pour le reste de la population. Au XXIe siècle, il ne reste plus que 600 Juifs Luxembourgeois, vivant principalement à Luxembourg-Ville (1,4 % de la population).

## Patrimoine juif du Luxembourg
- La synagogue de Luxembourg, avenue de Monterey.
- L'ancienne synagogue de Luxembourg-Ville, angle rue Aldringen et rue Notre-Dame.
- le cimetière israélite de Luxembourg-Ville, rue des Cerisiers.
- La synagogue d'Esch-sur-Alzette, rue du Canal.
- L'ancienne synagogue d'Esch-sur-Alzette, place de la Synagogue.
- le cimetière israélite d'Esch-sur-Alzette, rue de Mondercange.
- La synagogue d'Ettelbruck, rue de Warken.
- le cimetière israélite d'Ettelbruck, rue du Cimetière.
- La synagogue de Mondorf-les-Bains, rue du Moulin.

## Galerie

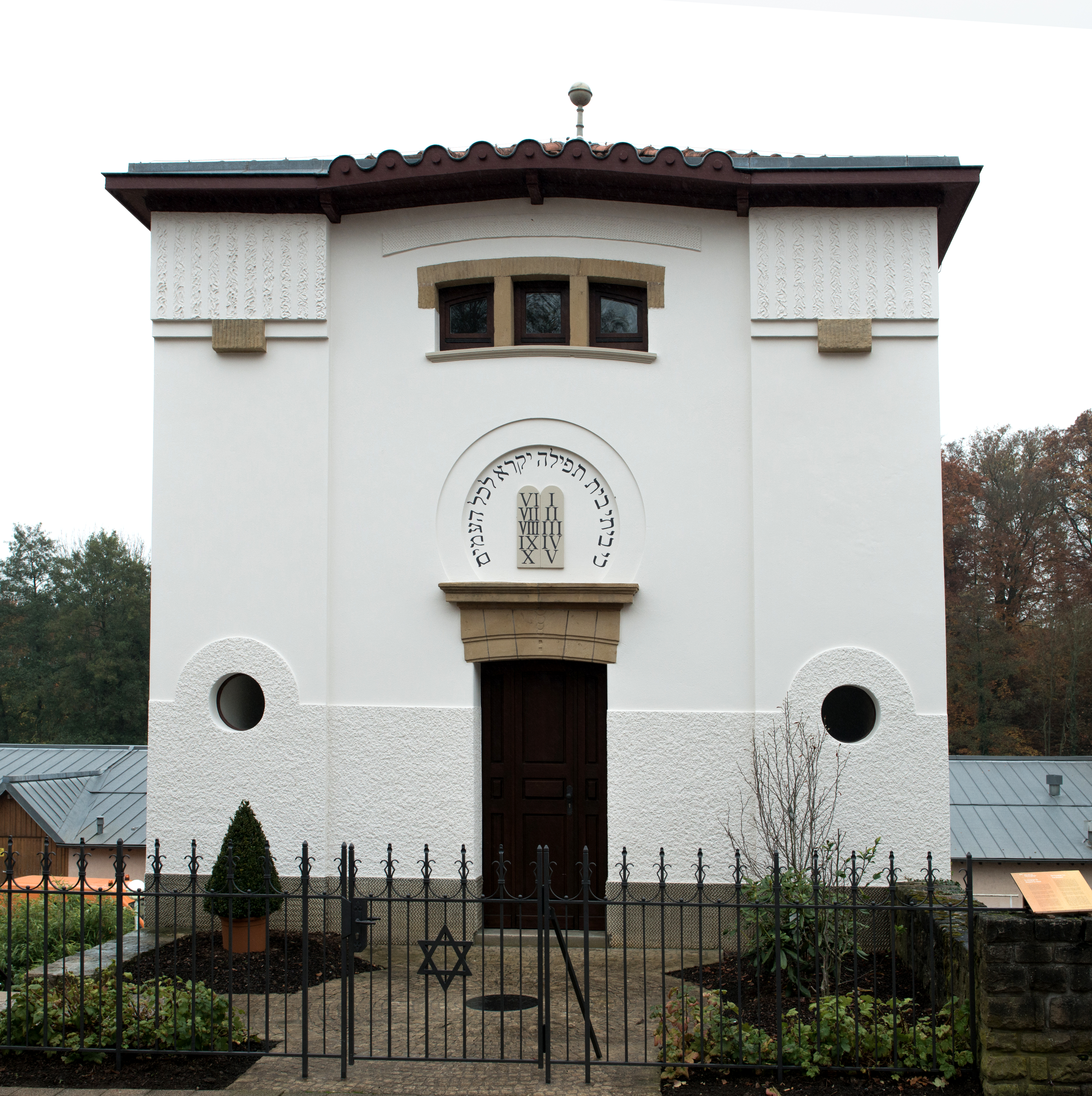
Synagogue de Mondorf-les-Bains.
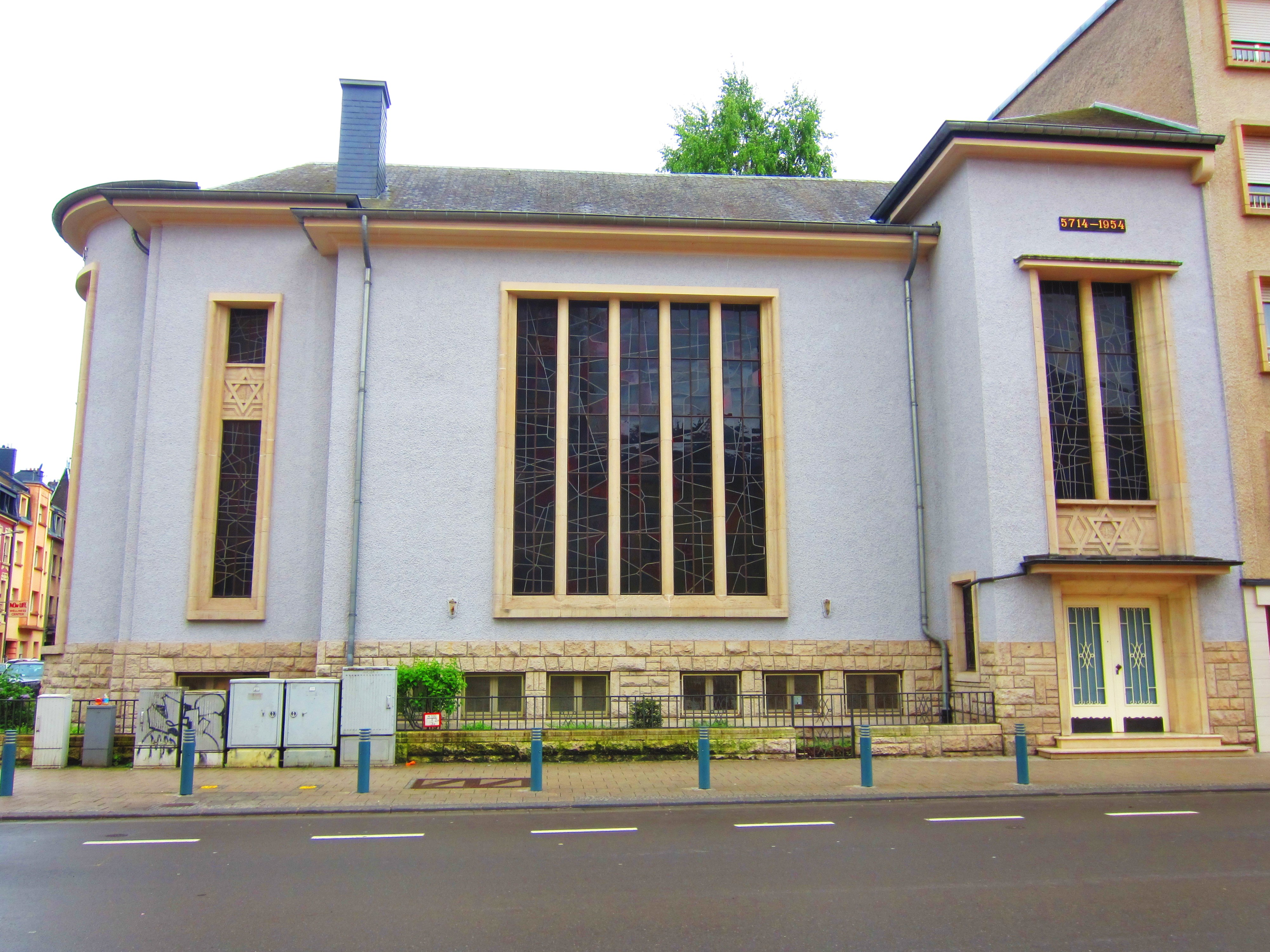
Synagogue d'Esch-sur-Alzette construite en 1899, détruite en 1941, reconstruite en 1954.
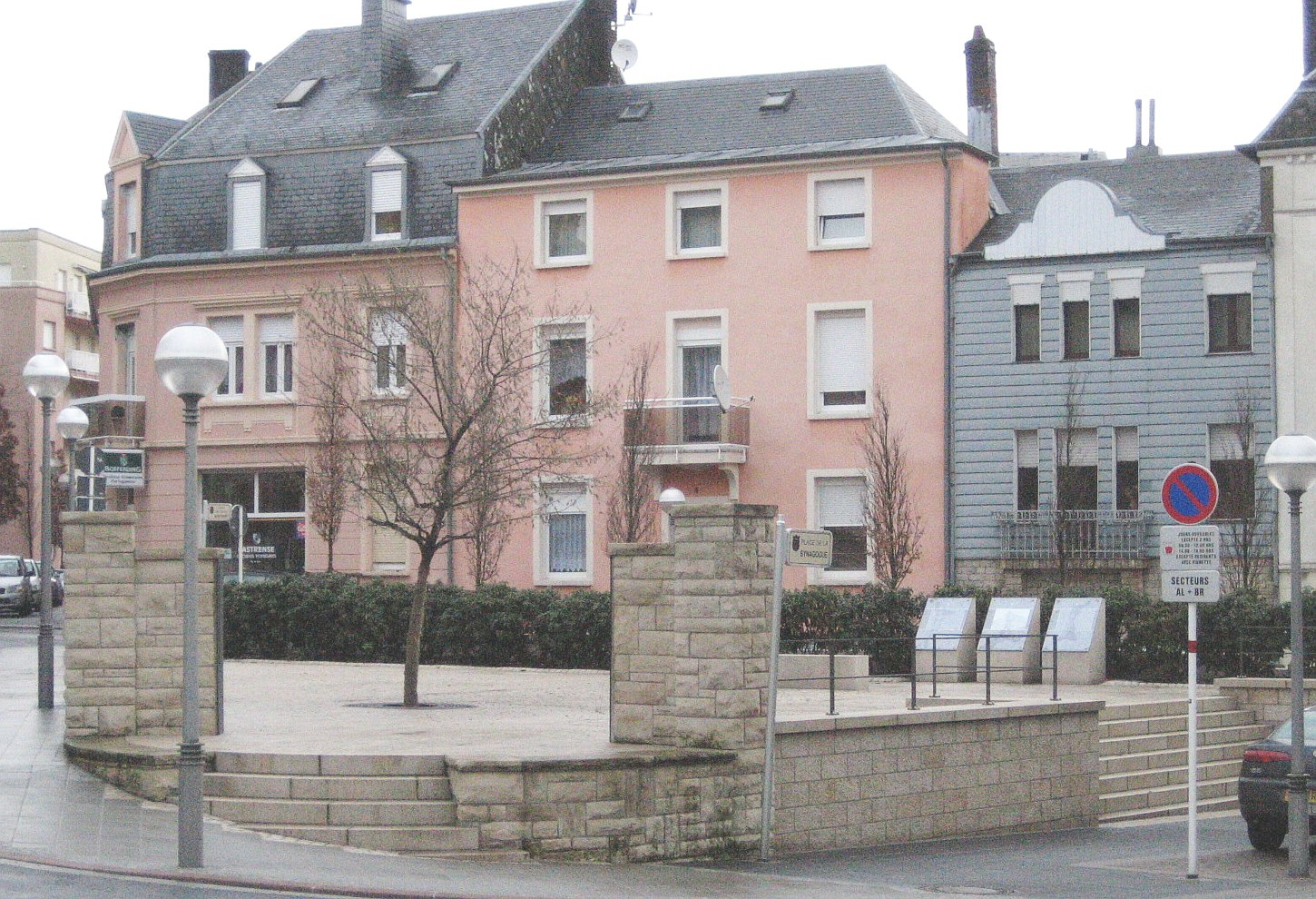
Esch-sur-Alzette : emplacement de l'ancienne synagogue.
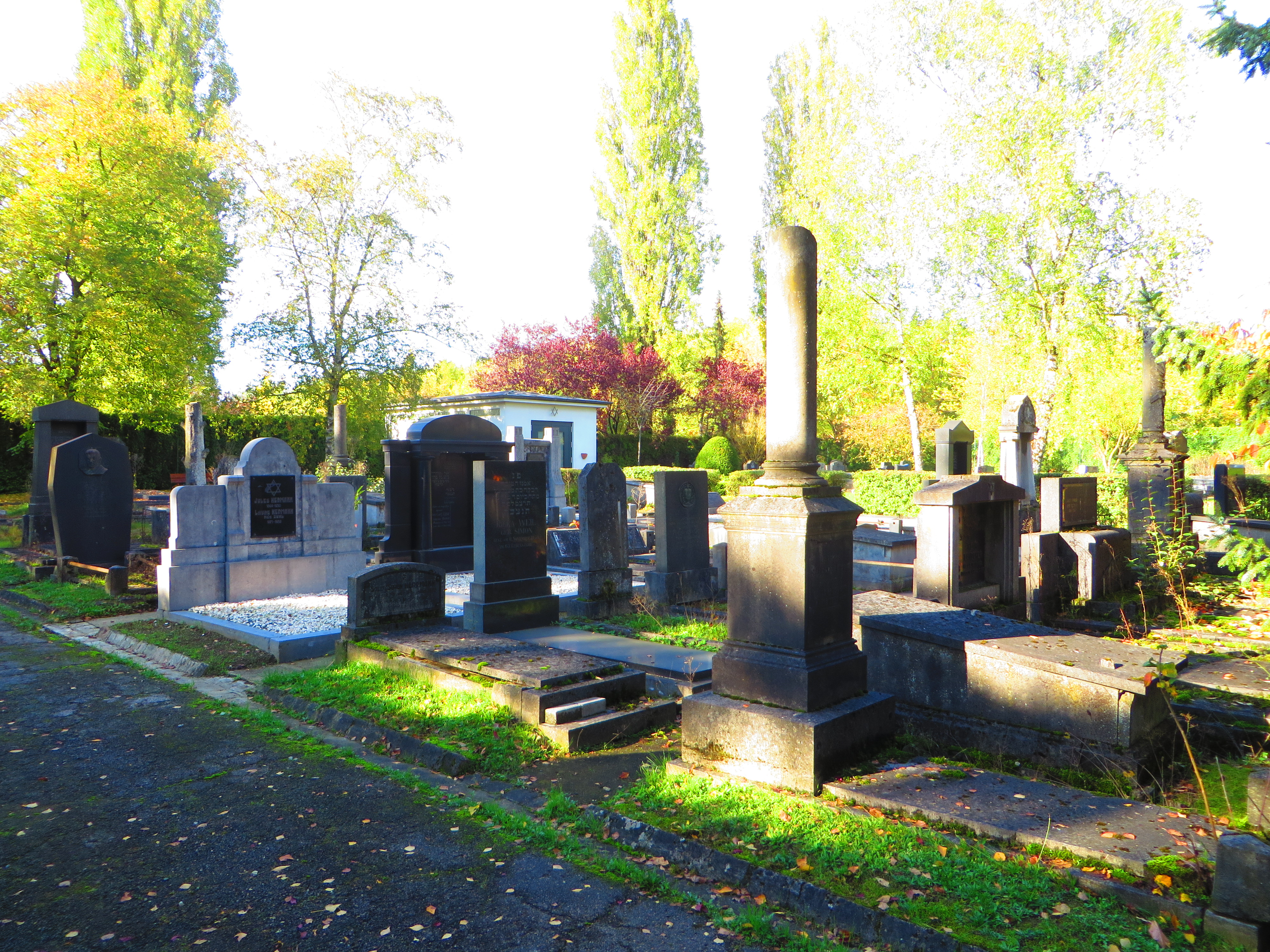
Esch-sur-Alzette : cimetière israélite.
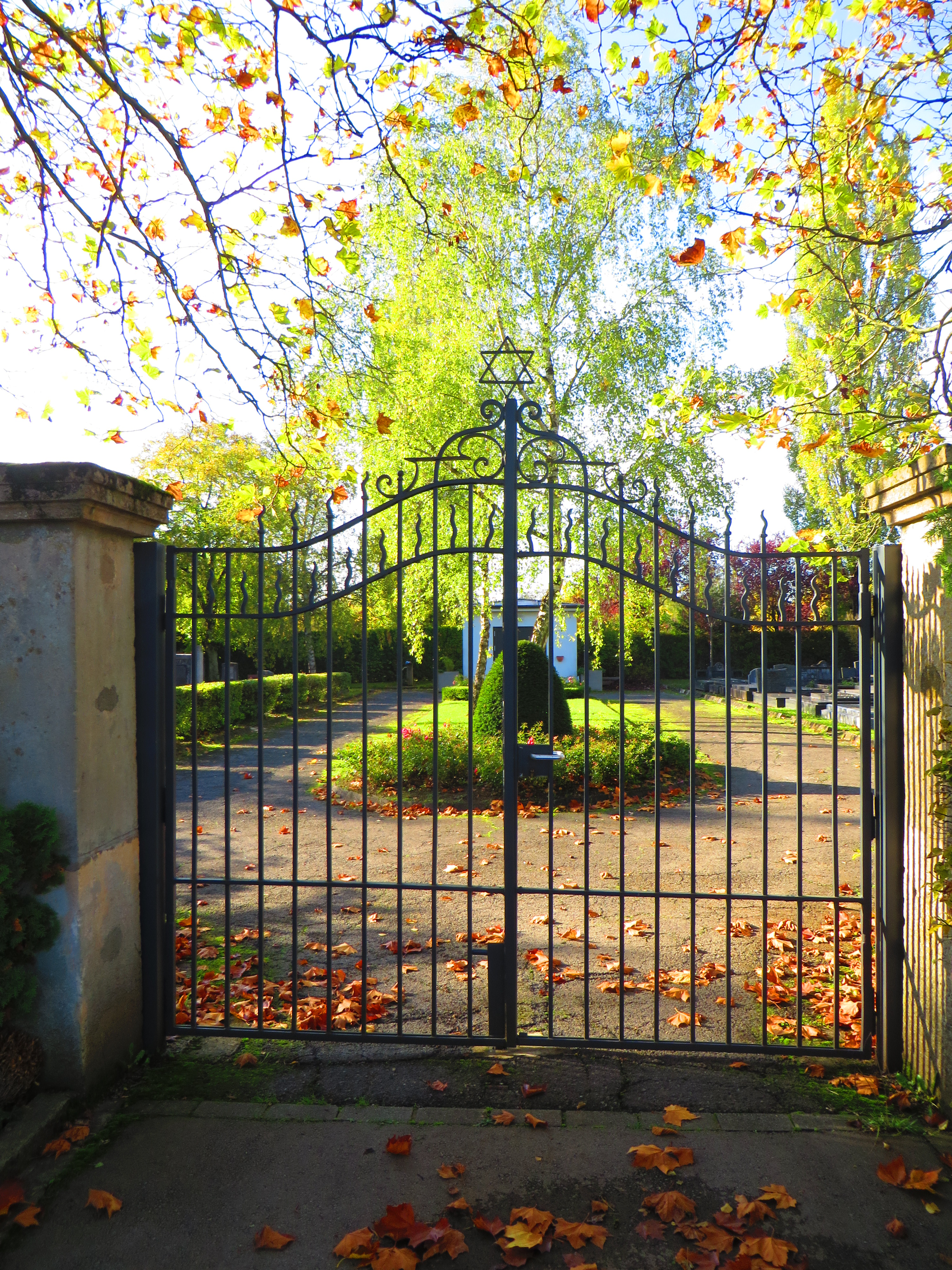
Esch-sur-Alzette : porte du cimetière israélite.
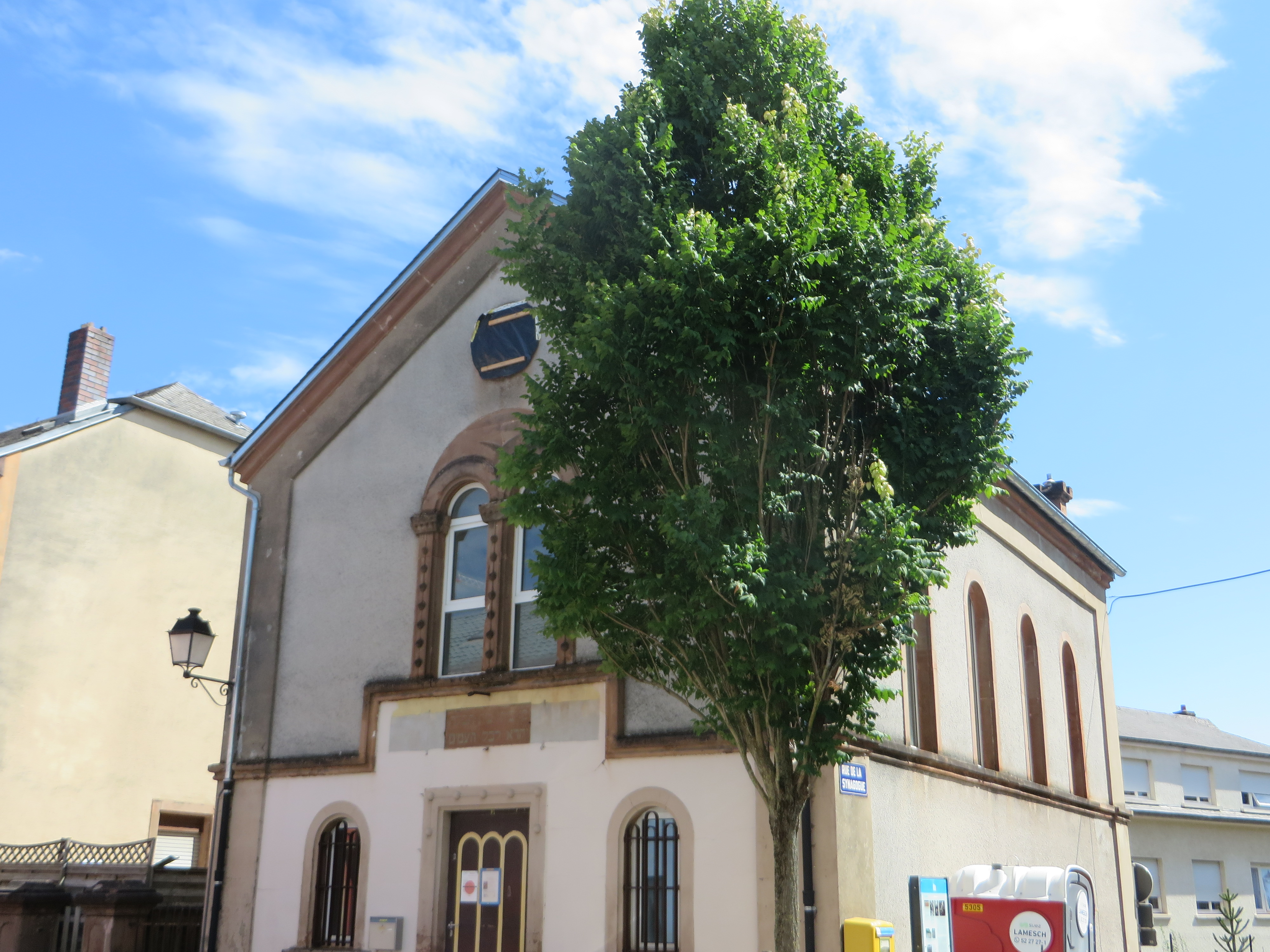
Ettelbruck Synagogue.
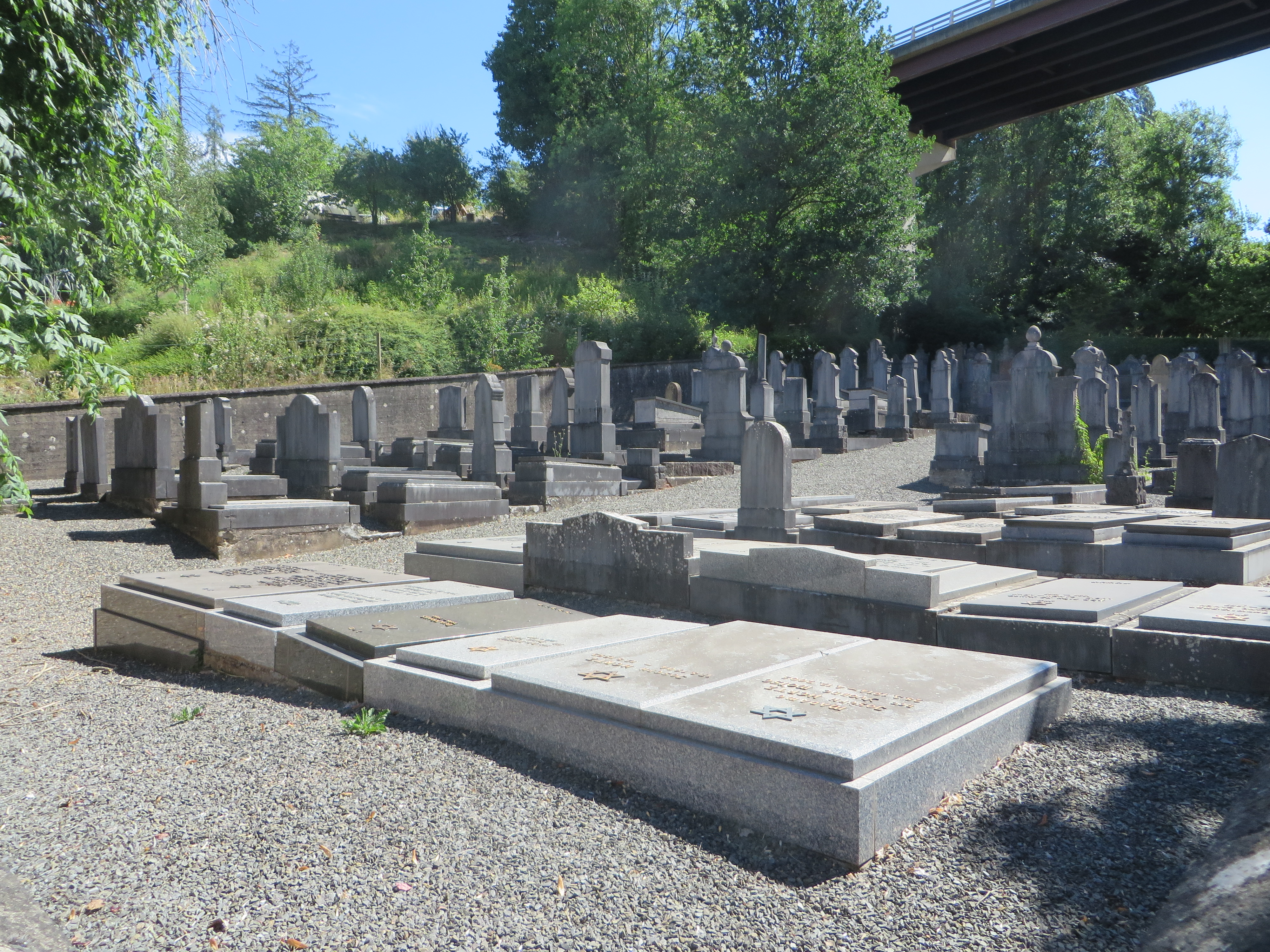
Ettelbruck cimetière israélite.
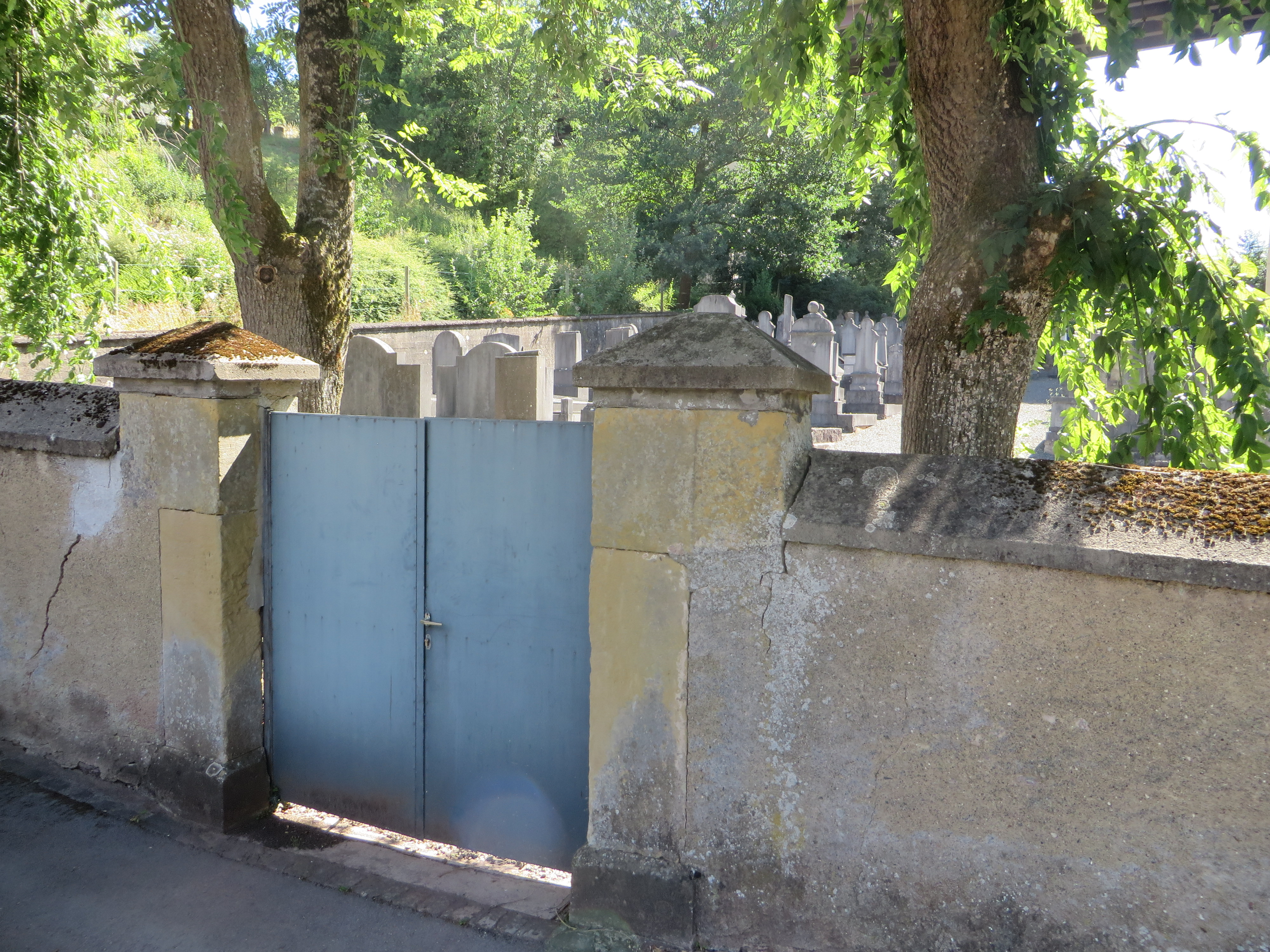
Ettelbruck : porte du cimetière israélite.

### Anciens Pays-Bas et Belgique
- J. Stengers, Les juifs dans les Pays-Bas au Moyen Age, Bruxelles, 1950, Académie royale de Belgique, Classe des lettres et des sciences morales et politiques. Mémoires, in-8°, t. XLV, fasc. 2.
- J.-Ph. Schreiber, L'immigration juive en Belgique du Moyen Âge à la Première Guerre mondiale, Bruxelles, 1996, Éditions de l'Université de Bruxelles, collection « Spiritualités et pensées libres ».

### Luxembourg
- Ch. et G. Lehrmann, La communauté juive du Luxembourg dans le passé et dans le présent, Esch-sur-Alzette, 1953.
- J.-M. Yante, « Les Juifs dans le Luxembourg au Moyen Âge », dans Bulletin trimestriel de l'Institut archéologique du Luxembourg, 62e année, 1986, p. 3-33.
- J.-M. Yante, « Présence et activités des Juifs dans le Luxembourg médiéval », dans A. Reuter et D. Scuto, Itinéraires croisés. Luxembourgeois à l'étranger, étrangers au Luxembourg / Menschen in Bewegung. Luxemburger im Ausland, Fremde in Luxemburg, Esch-sur-Alzette, 1995, p. 42-45 et 223-224.
- W. Reichert, Landesherrschaft zwischen Reich.
- 50e anniversaire de la synagogue de Luxembourg, Comité d'organisation de la Journée européenne de la culture juive - Luxembourg, Consistoire israélite de Luxembourg, 2003, 22 p.